# Гонсалес, Хулио Хосе
Ху́лио Хосе́ Гонса́лес Вела-Альвису (исп. Julio José González Vela-Alvizu; род. 23 апреля 1991, Акапулько, Герреро) — мексиканский футболист, вратарь клуба «УНАМ Пумас» и сборной Мексики.

## Клубная карьера
Гонсалес — воспитанник клуба «Сантос Лагуна». В 2010 году Хулио был включён в заявку на сезон. В 2012 году он стал чемпионом Мексики. 7 августа 2013 года в поединке Кубка Мексики против «Сакатепека» Гонсалес дебютировал за основной состав. 11 апреля 2014 года в поединке против аргентинского «Арсенала» Хулио дебютировал в Кубке Либертадорес. 20 апреля в матче против «Чьяпас» он дебютировал в мексиканской Примере. В 2015 году Гонсалес во второй раз стал чемпионом и завоевал Кубок Мексики.

## Международная карьера
В 2011 году Гонсалес стал бронзовым призёром молодёжного чемпионата мира в Колумбии. На турнире он был запасным и на поле не вышел.

## Достижения
«Сантос Лагуна»
- Чемпионат Мексики по футболу — Клаусура 2012, Клаусура 2015
- Обладатель Кубка Мексики — 2015

- Чемпионат мира по футболу среди молодёжных команд — 2011 (бронзовый призёр)